# Paradoxo francês
Paradoxo francês é uma expressão utilizada pelos anglo-saxões e nutricionistas para referir o paradoxo existente entre a alimentação dos franceses e a sua saúde.
Samuel Black em 1819 reparou que os franceses apesar de consumirem muitas gorduras saturadas sofriam pouco de aterosclerose coronária.
Uma possível explicação pode ser que os franceses começaram a comer pior há relativamente pouco tempo, enquanto que nações como os EUA já tinham uma dieta rica em gordura saturada há muito tempo. Além disso, os franceses consomem muitos vegetais, que são protetores.
Outra explicação para este fenômeno está, possivelmente, no clima presente no território francês e da influência que as condições meteorológicas têm na saúde humana. Nessa altura e, ainda hoje, a França apresenta um clima de tipo temperado continental, com invernos rigorosos e verões quentes e chuvosos. Normalmente, os naturais de regiões com este tipo de clima tendem a ser mais altos e mais resistentes de massa óssea e muscular, afetando positivamente o metabolismo, absorvendo assim melhor as gorduras.
Outra hipótese levantada seria que, os efeitos benéficos do consumo frequente de vinho que é rico em antocianidinas, metabólitos secundários encontrados no vinho. Esses metabólitos tem como função, atuar como antioxidante, proteger os capilares, servir como protetor gastrointestinal, bem como outras funções. Essa função contrabalancearia a dieta rica em gordura.
1. ↑  Law, Malcolm; Wald, Nicholas (29 de maio de 1999). «Why heart disease mortality is low in France:  the time lag explanation». BMJ : British Medical Journal. 318 (7196): 1471–1480. ISSN 0959-8138. PMID 10346778. Consultado em 6 de agosto de 2017
2. ↑  Artaud-Wild, S. M.; Connor, S. L.; Sexton, G.; Connor, W. E. (Dezembro 1993). «Differences in coronary mortality can be explained by differences in cholesterol and saturated fat intakes in 40 countries but not in France and Finland. A paradox». Circulation. 88 (6): 2771–2779. ISSN 0009-7322. PMID 8252690. Consultado em 6 de agosto de 2017
3. ↑  Biagi, Marco; Alberto A. E. (15 de junho de 2015). «Wine, alcohol and pills: What future for the French paradox?». Life Sciences. 131: 19–22. doi:10.1016/j.lfs.2015.02.024
4. ↑  «Paradoxo Francês | O vinho pode ser o melhor amigo do coração?». Ciências e Tecnologia. 5 de junho de 2016. Consultado em 6 de junho de 2016. Arquivado do original em 1 de julho de 2016